# Nel cammino della vita
Nel cammino della vita è il quinto album del cantante e attore siciliano Francesco Benigno in lingua napoletana, pubblicato nel 2004.

## Tracce
1. Donna Carmè
2. Nel cammino della vita
3. Sono innamorato di te
4. Il morso sulla mela
5. I miei sentimenti
6. Carcere
7. Emigrante
8. Duie magliune
9. Ho lasciato lei
10. Anna e Maria